# Cambio di piano orbitale
In astrodinamica o meccanica celeste il cambio di piano orbitale è una manovra orbitale in grado, con un dispendio di {\displaystyle \Delta {v}}, di cambiare l'inclinazione del piano in cui avviene l'orbita. Questa manovra richiede quindi in un qualsiasi punto dell'orbita un Delta-v impulsivo che consenta il cambio di traiettoria che appartenga ad un altro piano, in un tempo infinitesimo.
I cambi di piano orbitale sono molto dispendiosi in termini di {\displaystyle \Delta {v}} e di masse di propellente, e questa spesa dipende direttamente dal modulo della velocità nel punto di manovra; è quindi più conveniente effettuare manovre di cambio di piano orbitale dove il modulo della velocità è minore, quindi lontani dall'attrattore.

## Calcolo delΔv{\displaystyle \Delta {v}}necessario per la manovra
In una manovra unicamente di cambio di piano, l'unico parametro orbitale che cambierà sarà l'inclinazione. In questo caso la manovra deve essere eseguita in un nodo dell'orbita, nel nodo ascendente o nel nodo discendente; le manovre di cambio di piano effettuate non nei nodi avranno come conseguenza il cambiamento dell'ascensione retta del nodo ascendente (Right Ascension of the Ascending Node, RAAN) che è un altro dei sei parametri orbitali. 
Il valore di Delta-v necessario è
{\displaystyle \Delta {v}=2v_{\theta }{\sin {\Delta {i} \over {2}}}}
dove
- {\displaystyle v_{\theta }} è la componente trasversa della velocità nel punto di manovra;
- {\displaystyle \Delta {i}} è la variazione di inclinazione tra i due piani orbitali, iniziale e finale (nel caso la manovra venisse effettuata alla linea nei nodi) oppure l'angolo tra i due vettori velocità nel punto di manovra (che in generale non è la variazione di inclinazione tra i due piani orbitali).